# 馬德拉蘭喬斯 (加利福尼亞州)
馬德拉蘭喬斯（英語：Madera Ranchos）是位於美國加利福尼亞州馬德拉縣的一個非建制地區。該地的面積和人口皆未知。

## 地理
馬德拉蘭喬斯的座標為36°55′52″N 119°52′54″W / 36.93111°N 119.88167°W，而該地的平均海拔高度為104米（即341英尺）。